# Клеман, Жереми
Жереми́ Клема́н (фр. Jérémy Clément; 26 августа 1984, Безье, Франция) — французский футболист, бывший полузащитник клуба «Нанси».

## Карьера

### Клубная
Жереми Клеман — воспитанник лионского «Олимпика». Дебютировал в первой команде 24 апреля 2004 года в матче Лиги 1 против «Ренна».
В матче против «Монако», сыгранном 18 февраля 2005 года полузащитник забил первый гол в своей профессиональной карьере.
15 сентября 2004 года в матче против «Манчестер Юнайтед» Клеман дебютировал в Лиге чемпионов. В «Лионе» Жереми Клеман выступал до окончания сезона 2005/06 и трижды становился чемпионом Франции.
Летом 2006 года полузащитник перешёл в шотландский «Рейнджерс». Первый матч в шотландской премьер-лиге провёл 30 июля 2006 года против «Мотеруэлла».
14 сентября 2006 года в матче с норвежским «Мольде» Клеман впервые сыграл в кубке УЕФА.
В январе 2007 года полузащитник вернулся в чемпионат Франции, став игроком «Пари Сен-Жермен».
Дебютировал в составе парижского клуба 1 апреля 2007 года в матче против «Ланса». Первый гол за парижан забил с передачи Клемана Шантома 10 мая 2008 года в ворота «Сент-Этьена».
Всего Клеман провёл в ПСЖ 4,5 сезона и становился в составе клуба обладателем и финалистом кубка Франции.
Летом 2011 года Жереми Клеман перешёл в «Сент-Этьен». Первый матч в составе «зелёных» сыграл 7 августа 2011 года против «Бордо».

### В сборной
В 2005—2006 годах Жереми Клеман провёл 6 матчей за молодёжную сборную Франции. В матчах первой сборной полузащитник участия не принимал.

## Достижения
«Олимпик» (Лион)
- чемпион Франции (3): 2003/04, 2004/05, 2005/06
- Обладатель суперкубка Франции (1): 2005

 «Рейнджерс»
- вице-чемпион Шотландии (1): 2006/07

 «Пари Сен-Жермен»
- Обладатель кубка Франции (1): 2009/10
- Финалист кубка Франции (2): 2007/08, 2010/11
- Обладатель кубка лиги (1): 2007/08

 «Сент-Этьен»
- Обладатель кубка лиги (1): 2012/13